# Wacław Golec
Wacław Golec est un ancien joueur polonais de volley-ball né le 6 mars 1963. Il totalise 250 sélections en équipe de Pologne.

## Clubs
| Club             | De        | À         |
| ---------------- | --------- | --------- |
| Hutnika Cracovie | 1980-1981 | 1981-1982 |
| Legia Varsovie   | 1982-1983 | 1983-1984 |
| Hutnika Cracovie | 1984-1985 | 1988-1999 |
| CV Calvo Sotelo  | 1989-1990 | 1993-1994 |

## Palmarès
- Championnat d'Espagne (5)
  - Vainqueur : 1990, 1991, 1992, 1993, 1994
- Championnat de Pologne (4)
  - Vainqueur : 1983, 1984, 1988, 1989
  - Finaliste : 1987
- Coupe d'Espagne (3)
  - Vainqueur : 1991, 1992, 1993
  - Finaliste : 1990, 1994
- Coupe de Pologne (2)
  - Vainqueur : 1984, 1988